# SS-520
SS-520 — японська двоступенева твердопаливна геофізична ракета. Попередником SS-520 є геофізична ракета S-520, подальшим розвитком — надлегка ракета SS-520-4.

## SS-520
Запускається Інститутом космічних досліджень і астронавтики Японії (англ. Institute of Space and Astronautical Science,ISAS) для проведення наукових досліджень в магнітосфері і в умовах мікрогравітації. Ракета виготовляється компанією IHI Aerospace.
Дозволяє виконувати суборбітальні запуски з навантаженням до 140 кг на висоту до 800 км.

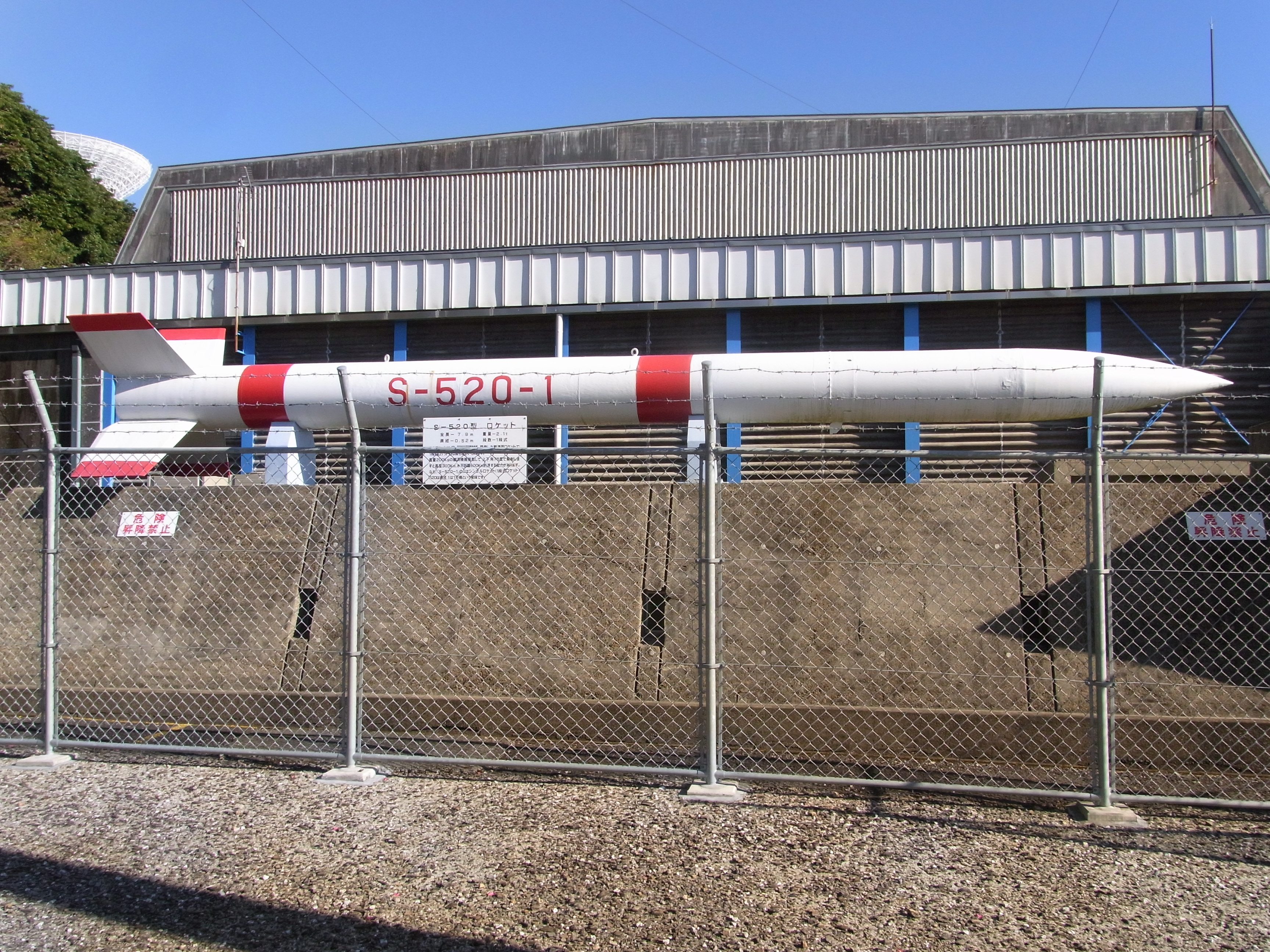
Висотна дослідницька ракета S-520

Висота ракети становить 9,65 м, діаметр — 0,52 м, маса — 2,6 т.

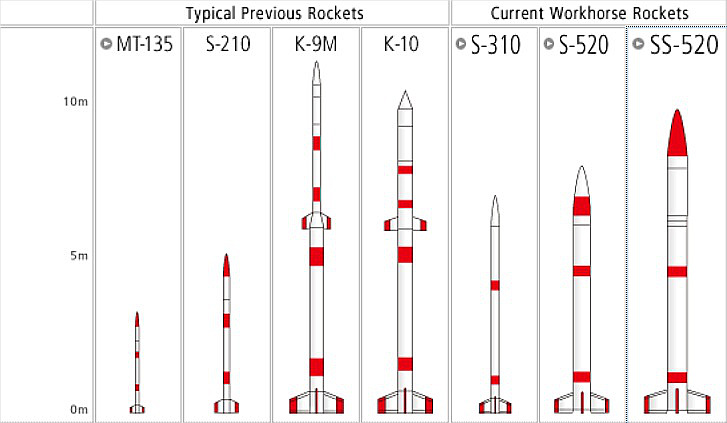
Японські висотні дослідницькі ракети

Перша ступінь зроблена на основі твердопаливної одноступеневою метеорологічної ракети S-520.
Корпус двигуна виконаний з високоміцної сталі HT-140. Вертикальні стабілізатори, розташовані в нижній частині першій ступені, забезпечують управління ракетою під час польоту.
Друга щабель виконана повністю з вуглепластикового композиційного матеріалу. Обидві ступені використовують тверде ракетне паливо на основі HTPB. Головний обтічник виконаний з склотекстоліти.
Стабілізація ракети в польоті здійснюється закруткою уздовж поздовжньої осі за допомогою стабілізаторів. Стабілізатори виконані у вигляді тришарового сендвіча з алюмінієвих сот покритих обшивкою з вугле - і скло-пластику. Передня кромка стабілізаторів виготовлена з титану.
Перший запуск відбувся з пускової установки в Космічному центрі Утиноура 5 лютого 1998 року. Другий запуск відбувся 4 грудня 2000 року зі стартового майданчика SvalRakSvalRak біля містечка Ню-Олесунн на архіпелазі Шпіцберген в Норвегії.

## SS-520-4
Експериментальний запуск модифікованої ракети SS-520 з доданою третьої твердопаливної сходинкою для виводу на низьку навколоземну орбіту 3-кілограмового кубсата TRICOM-1. Пуск був профінансований Міністерством економіки, торгівлі і промисловості; вартість запуску близько 400 млн ієн (3,5 млн USD). На момент запуску це була найменша ракета-носій для запуску корисною навантаження на навколоземну орбіту. Запуск виявився аварійним: через 20,4 секунди після старту з борту ракети перестала надходити телеметрія, і після закінчення роботи першого ступеня раекта по балістичної траєкторії впала в океан.
JAXA планує провести повторний запуск такої ракети до кінця 2017 фінансового року.